# The Early Months
The Early Months — ретроспективный компиляционный альбом американского нойз-панк-коллектива No Trend, изданный лейблом TeenBeat Records в 1995 году. Альбом содержит в себе демо- и концертные записи группы, а его заметки пересказывают раннюю часть истории коллектива. Основными чертами релиза являются шумная музыка и злобные тексты песен. Альбом был позитивно встречен критиками.

## Содержимое
Альбом содержит в себе девять ранних демо-записей коллектива и десять концертных, записанных в 1983 году. Заметки к альбому, составленные бывшим ударником группы, пересказывают раннюю часть истории коллектива. Обложка сборника представляет собой точную копию обложки дебютного мини-альбома группы — Teen Love.
По словам Эндрю Божона из Spin, гитара звучит так, что «краска со стен слазит», а песни наполнены злобной лирикой. Текст песни «Too Many Humans» представляет собой одну ругань, а композиция «Teen Love» без всякой симпатии повествует о двух скучных подростках, погибших в автокатастрофе, в то время, как «Mass Sterilization Caused by Venereal Disease» призывает к массовой стерилизации. Такие композиции как «Hanging Out in Georgetown» высмеивают панк-сцену.
В то же время, альбом содержит безобидную инструментальную композицию — «Purple Paisleys Make Me Happy».

## Отзывы критиков
Тим Сендра из AllMusic присудил данному альбома четыре звезды из пяти.
Альбом попал в список «Essential Hardcore» журнала Spin.

## Список композиций
Слова и музыка всех песен — написаны Френком Прайсом.
| №  | Название                        | Длительность |
| -- | ------------------------------- | ------------ |
| 1. | «Cancer»                        | 3:00         |
| 2. | «Hanging Out In Georgetown»     | 2:07         |
| 3. | «Kiss Ass»                      | 4:01         |
| 4. | «Family Style»                  | 4:34         |
| 5. | «Reality Breakdown»             | 4:46         |
| 6. | «Human Garbage»                 | 2:57         |
| 7. | «Purple Paisleys Make Me Happy» | 3:02         |
| 8. | «Mass Sterilization»            | 3:05         |
| 9. | «Teen Love»                     | 6:38         |

| №   | Название                    | Длительность |
| --- | --------------------------- | ------------ |
| 10. | «Turn Away»                 | 1:03         |
| 11. | «Cancer»                    | 3:04         |
| 12. | «Blow Dry»                  | 3:04         |
| 13. | «Polyester Man»             | 2:07         |
| 14. | «Kiss Ass»                  | 5:36         |
| 15. | «Teen Love»                 | 6:33         |
| 16. | «Mass Sterilization»        | 2:25         |
| 17. | «Hanging Out In Georgetown» | 2:25         |
| 18. | «Death»                     | 6:25         |
| 19. | «Punker»                    | 5:14         |

## Участники записи
No Trend
- Джефф Ментжес — вокал
- Боб Страссер — бас-гитара
- Френк Прайс — электрогитара, тексты песен
- Майкл Салкинд — ударные, аннотации, сборка

Дополнительный персонал
- Марк Робинсон — оформление альбома
- Дон Зентара — звукозапись (первые девять композиций)
- Эрик — звукозапись